# Таратор
Тарато́р (болг. таратор, макед. таратур) — холодный суп, популярный в летнее время в Болгарии, Армении и Северной Македонии. Обычно подаётся перед вторыми блюдами или одновременно со вторым блюдом (иногда в стакане, если жидкий). Основные компоненты: кислое молоко (несладкий жидкий йогурт), огурец, чеснок, грецкий орех, укроп, растительное (часто оливковое) масло, вода, соль, специи. Может подаваться со льдом. Кислое молоко может замещаться водой, подкислённой уксусом. Иногда огурцы заменяются зелёным салатом.
В Болгарии продаются расфасованные наборы специй для таратора. В отличие от первого блюда, жидкий таратор в Болгарии иногда наливают в стакан и подают с вторым блюдом.
С некоторыми вариациями это блюдо популярно и в соседних странах — Турции (однако там подаётся и сервируется как закуска, мезе) и Албании (где обычно не используются орехи, укроп и вода). Сходный состав имеет и греческий соус дзадзики (тартар). Иногда таратор едят и на Украине, заменяя нарезанные огурцы перетёртыми.
Не путать с соусом таратор на основе тахини из ближневосточной кухни.